# Aurélie Perrillat-Collomb
Aurélie Perrillat-Collomb (* als Aurélie Storti 3. Mai 1980 in Évian-les-Bains) ist eine ehemalige französische Skilangläuferin.

## Werdegang
Perrillat-Collomb, die für den CS Megève Douanes startete, trat international erstmals bei den Junioren-Skiweltmeisterschaften 1998 in Pontresina in Erscheinung. Dort belegte sie den 36. Platz über 5 km Freistil und den 33. Rang über 15 km klassisch. Im folgenden Jahr errang sie bei den Junioren-Skiweltmeisterschaften in Saalfelden am Steinernen Meer jeweils den 18. Platz über 5 km klassisch und über 15 km Freistil. Bei den Junioren-Skiweltmeisterschaften 2000 in Štrbské Pleso kam sie auf den 31. Platz über 15 km klassisch, auf den 29. Rang über 5 km Freistil und auf den 12. Platz mit der Staffel. Ihr Debüt im Weltcup hatte sie im März 2000 in Bormio, welches sie auf dem 43. Platz über 5 km klassisch beendete. In der Saison 2000/01 holte sie im Val di Fiemme über 5 km Freistil und in der Verfolgung ihre einzigen Siege im Continental-Cup und in der folgenden Saison dort mit dem 22. Platz im 15-km-Massenstartrennen ihre ersten Weltcuppunkte. Bei den Olympischen Winterspielen 2002 in Salt Lake City errang sie den 31. Platz in der Doppelverfolgung und den 17. Platz über 10 km klassisch. Ihre besten Platzierungen bei den nordischen Skiweltmeisterschaften 2003 im Val di Fiemme waren der 18. Platz im 15-km-Massenstartrennen und der neunte Rang mit der Staffel. Im Dezember 2003 erreichte sie in Toblach mit dem 14. Platz im 15-km-Massenstartrennen ihre beste Einzelplatzierung im Weltcup. Diese Platzierung wiederholte sie im Januar 2005 in Pragelato im Skiathlon. Ihre besten Resultate bei den nordischen Skiweltmeisterschaften 2005 in Oberstdorf waren der 19. Platz im Skiathlon und der sechste Rang zusammen mit Karine Philippot im Teamsprint. In ihrer letzten aktiven Saison 2005/06 kam sie zehnmal in die Punkteränge und erreichte mit dem 46. Platz im Gesamtweltcup ihr bestes Gesamtergebnis. Beim Saisonhöhepunkt, den Olympischen Winterspielen 2006 in Turin, lief sie auf den 37. Platz über 10 km klassisch, auf den 34. Rang im Sprint und zusammen mit Élodie Bourgeois-Pin auf den 11. Platz im Teamsprint. Zudem wurde sie dort zusammen mit Karine Philippot, ihrer Schwester Cécile Storti und Émilie Vina Neunte in der Staffel.

## Teilnahmen an Weltmeisterschaften und Olympischen Winterspielen

### Olympische Winterspiele
- 2002 Salt Lake City: 17. Platz 10 km klassisch, 31. Platz 10 km Skiathlon
- 2006 Turin: 9. Platz Staffel, 11. Platz Teamsprint klassisch, 34. Platz Sprint Freistil, 37. Platz 10 km klassisch

### Nordische Skiweltmeisterschaften
- 2003 Val di Fiemme: 9. Platz Staffel, 18. Platz 15 km klassisch Massenstart, 19. Platz 10 km klassisch, 37. Platz 30 km Freistil
- 2005 Oberstdorf: 6. Platz Teamsprint Freistil, 9. Platz Staffel, 19. Platz 15 km Skiathlon, 25. Platz 30 km klassisch Massenstart

## Siege bei Continental-Cup-Rennen
| Nr. | Datum         | Ort           | Disziplin        | Serie           |
| --- | ------------- | ------------- | ---------------- | --------------- |
| 1.  | 17. März 2001 | Val di Fiemme | 5 km Freistil    | Continental-Cup |
| 2.  | 18. März 2001 | Val di Fiemme | 15 km Verfolgung | Continental-Cup |

## Weltcup-Gesamtplatzierungen
| Saison  | Gesamt | Gesamt | Distanz | Distanz | Sprint | Sprint |
| Saison  | Punkte | Platz  | Punkte  | Platz   | Punkte | Platz  |
| ------- | ------ | ------ | ------- | ------- | ------ | ------ |
| 2001/02 | 12     | 80.    | -       | -       | -      | -      |
| 2002/03 | 5      | 94.    | -       | -       | -      | -      |
| 2003/04 | 38     | 61.    | 33      | 45.     | 5      | 56.    |
| 2004/05 | 64     | 51.    | 64      | 33.     | -      | -      |
| 2005/06 | 98     | 46.    | 69      | 38.     | 29     | 41.    |